# Анфей
Анфей — в греческой мифологии сын Антенора, возлюбленный Париса.
Рассказ о нём упоминает Ликофрон, говоря о «любви Анфея», и несколько более подробно излагает Иоанн Цец. Анфея, сына Антенора, любили Парис и Деифоб, и Парис нечаянно убил своего возлюбленного во время игры.
Менелай, который в это время посетил Трою (чтобы принести жертвы титанам Лику и Химерею, чьи гробницы находились в Троаде, для отвращения чумы от Лакедемона), пригласил Париса в Спарту, чтобы спасти его от наказания.